# Paride Lodron (conte 1435)

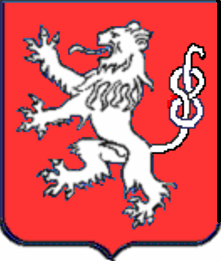
Stemma dei Lodron

Paride Lodron, detto anche Paride IV o Parisotto (1435 – 1486), membro della famiglia Lodron, fu conte del feudo di Castellano-Castelnuovo, che dopo la sua morte fu suddiviso in due.

## Biografia
Paride IV era figlio del conte Pietro, che nel 1456 aveva scacciato i Castelbarco da Castellano e da Castelnuovo.
Per volere del padre al fratello di Paride, Martino Lodron, spettò il feudo di Castel Romano mentre a Paride il Feudo di Castellano e il Feudo di Castelnuovo.
Paride fu forse il primo Lodron a risiedere stabilmente in Vallagarina.
Paride sposò la contessa Veronica Coppa che gli generò ben 13 figli (7 femmine e 6 maschi): 
- Nicolò Maria Lodron
- Agostino Lodron
- Andrea Lodron
- Giovanni Francesco Lodron
- Antonio Lodron
- Alessandro Lodron, prete a Pomarolo

Alla fine il feudo di Castellano e Castelnuovo fu diviso tra tutti i figli maschi. Ma due figli, Antonio, forse già morto al momento della divisione, ed Alessandro Lodron, prete a Pomarolo, che ebbe un figlio illegittimo, Rinaldo, da cui discendono i Rinaldi di Pomarolo, non ottennero alcuna proprietà.
Morti Andrea e Giovanni Francesco senza figli (legittimi) ereditano: i figli di Agostino, il Castello di Castellano e quelli di Nicolò Maria, Castelnuovo.
I figli di Nicolò Maria (Gasparo Lodron e il fratellastro Paride) governarono il Feudo di Castelnuovo.
Quelli di Agostino (Agistino II, Felice e don Antonio) governarono il Feudo di Castellano.